# Ото I фон Дисен
Ото I фон Дисен/ Ото I фон Васербург (на немски: Otto I von Dießen; Otto I von Wasserburg, Graf von Diessen; † 17 януари ок. 1065) е граф на Дисен, господар на Васербург.

## Произход
Той е син на Фридрих фон Васербург († ок. 1030), господар на Васербург, и съпругата му Куница фон Йонинген († 1020), дъщеря на херцог Конрад I/II от Швабия († 997) и принцеса Рихлинд от Швабия, дъщеря на херцог Лиудолф от Швабия († 957) от род Лиудолфинги, херцог на Швабия (950 – 954), крал на Италия (956 – 957), най-големият син на император Ото I. Брат е на Бертхолд II фон Дисен († ок. 1060), граф на Горен Изар, граф на Андекс, катедрален фогт на Регенсбург, и Фридрих I фон Регенсбург/или Фридрих II фон Дисен († 1075), граф на Дисен.

## Фамилия
Ото I фон Дисен се жени и има две дъщери:
- Берта фон Дисен (* 1060; † август 1096), омъжена за Адалберт I фон Ортенбург († август 1096), вицедом на Фрайзинг
- Беатрикс фон Дисен († 24 февруари), омъжена ок. 1075 г. за херцог Хайнрих III от Каринтия († 1122)